# Archimède (album)
 (février 2012).
Albums de Archimède
Trafalgar
(2011)
Singles
Archimède est le premier album du groupe français de rock Archimède.

## Liste des titres
| No  | Titre             | Durée |
| --- | ----------------- | ----- |
| 1.  | Éva et les autres |       |
| 2.  | L'été revient     |       |
| 3.  | Vilaine Canaille  |       |
| 4.  | Au Diable Vauvert |       |
| 5.  | Fear Facteur      |       |
| 6.  | À l'ombre         |       |
| 7.  | À l'heure H       |       |
| 8.  | Passe par Paris   |       |
| 9.  | L'Amour PMU       |       |
| 10. | Décalage horaire  |       |
| 11. | Dussé-je          |       |

## Formation
- Nicolas Boisnard : chant, harmonica
- Frédéric Boisnard : guitare
- Guillaume Payen : deuxième guitare
- Thomas Cordé : basse
- Tess : batterie